# Dr. Slump
Dr. Slump is een Japanse manga geschreven en geïllustreerd door Akira Toriyama. De serie werd door uitgeverij Shueisha gepubliceerd in het blad Weekly Shōnen Jump van 1980 tot aan 1984 en is daarna omgezet in 18 volumes. De manga werd aangepast in een animeserie door Toei Animation, dat liep van 1981 tot 1986 bestaande uit 243 afleveringen en een remake-serie bestaande uit 74 afleveringen dat liep van 1997 tot 1999. Dr. Slump lanceerde Toriyama's carrière en werd bekroond met de Shogakukan Manga-prijs voor shōnen en shōjo manga in 1981.

## Verhaal
Dr. Slump speelt zich af in Penguin Village (ペンギン 村 Pengin Mura), een plek waar mensen naast elkaar bestaan met allerlei antropomorfe dieren en andere voorwerpen. In dit dorp woont Senbei Norimaki, een uitvinder. In het eerste hoofdstuk bouwt hij een robot waarvan hij hoopt dat het 's werelds meest perfecte robotmeisje zal zijn, genaamd Arale Norimaki. Echter blijkt ze ernstig behoefte te hebben aan een bril. Ze is ook erg naïef en later beleeft ze avonturen zoals het naar huis brengen van een enorme beer, die ze verward voor een huisdier. Dankzij Senbei beschikt ze over superkracht. In het algemeen richt de manga zich op Arale's misverstanden van de mensheid en Senbei's uitvindingen, rivaliteiten en romantische tegenspoed. Later in de serie verschijnt er een terugkerende schurk genaamd Dr. Mashirito.

## Personages

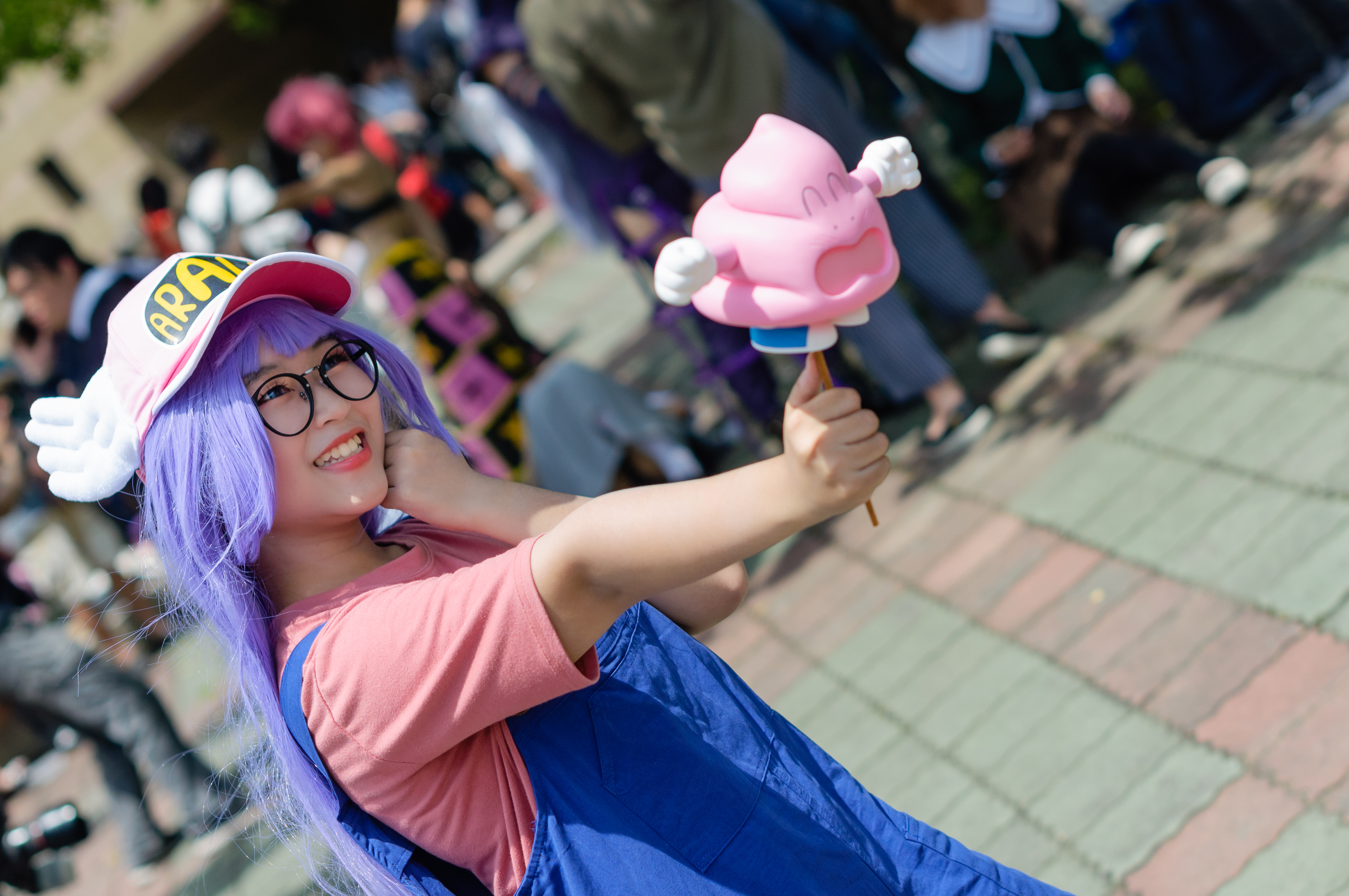
Cosplay van robotmeisje Arale uit Dr. Slump

### Familie Norimaki
- Arale Norimaki: Robotmeisje gemaakt door Dr. Slump, ze heeft superkrachten die ze biedt aan het goede. Ze is erg naïef en mist gezond verstand, wat vaak problemen veroorzaakt voor de inwoners van Penguin Village.
- Senbei Norimaki: De zogenaamde Slump, is Penguin Village's wellustige uitvinder die in staat is om de briljantste en belachelijkste uitvindingen te bedenken.
- Midori Yamabuki: Docente van het dorp. Zij trouwt met Senbei in het midden van de serie.
- Turbo Norimaki: Zoon van Senbei en Midori. Hij is per ongeluk gedood door aliens toen hij nog een baby was, zij reanimeren hem door hem superkrachten te geven. Hij heeft ook een hoge intelligentie, en overtreft zelfs zijn vader.
- Gatchan: Een engel geboren uit een ei, die door Senbei naar huis is gebracht uit een tijdreis. Aanvankelijk was er slechts een maar het vermenigvuldigde zichzelf.

### Overige personages
- Akane Kimidori: Een rebelse tienermeisje die al snel de beste vriendin wordt van Arale. Ze maakt vaak grappen over Senbei, van wie ze meent dat hij een slechte invloed heeft op Arale.
- Aoi Kimidori: Akane's oudere zus, werkzaam bij de lokale koffieshop, de Coffee Pot. In tegenstelling tot haar jongere zus, is ze aardig en beleefd.
- Taro Soramame: Arale's "bad boy" vriend op school. Hij is meestal sigaretten aan het roken en probeert vooral "cool" te zijn. Nadat hij de middelbare school heeft afgerond, wordt hij politieagent.
- Peasuke Soramame: Taro's broertje die altijd een dierenhoed draagt. Hij heeft een oogje op een jonger, maar groter meisje met de naam Hiyoko, met wie hij trouwt ergens in de toekomst.
- Tsuruten Tsun: Chinese professor, creëerde een schip om zijn familie mee te nemen naar de maan, maar is gecrasht in Penguin Village. Hij deelt met professor Senbei Norimaki een passie voor erotische tijdschriften en maffe uitvindingen.
- Tsukutsun Tsun: De zoon van de heer Tsun, die kungfu beoefoent. Hoewel hij normaal gesproken niet zo sterk is als de krachtige Arale of Gatchan, is hij wanneer hij extreem boos wordt krachtiger dan beiden. Wanneer hij wordt aangeraakt door een meisje verandert hij in een tijger en kan hij niet terug veranderen, tenzij hij wordt aangeraakt door een man. Hij trouwt uiteindelijk met Akane Kimidori.
- Tsururin Tsun: De dochter uit het gezin Tsun. Ze heeft verschillende superkrachten, zoals telekinese en teleportatie. In de toekomst trouwt ze met Taro Soramame.
- Obotchaman: Een humanoïde robot gebaseerd op het ontwerp van Arale dat gebouwd werd door Dr. Mashirito, die in plaats daarvan hem mannelijk maakte en bepaalde kwaliteiten verwijderde die hij "vervelend" vond.
- Suppaman: Een Superman parodie van een verre planeet, die geen echte superkrachten of gevoel voor rechtvaardigheid heeft.
- King Nikochan: Koning van een buitenaards ras genaamd de Nikos.
- Dr. Mashirito: Kwaadaardige gekke wetenschapper en Senbei's rivaal. Hij probeert de wereld te veroveren en Arale te verslaan met zijn robots die hij de Caramel Men noemt. Door zijn voortdurende mislukte pogingen om wereldheerschappij, wordt hij langzaam gedwongen om zichzelf om te zetten in een cyborg.